# Schlammvulkane von Berca
Die Schlammvulkane von Berca (rumänisch: Vulcanii noroioși) sind ein geologisches und botanisches Schutzgebiet in der rumänischen Gemeinde Berca im Kreis Buzău. Im Jahr 1924 wurde das Gebiet mit einer Größe von 30 km² zum Naturschutzgebiet erklärt.

## Beschreibung
Die Hauptattraktion des Schutzgebietes sind Schlammvulkane, die wenige Meter hoch sind. Es handelt sich um kalten Vulkanismus. Die Vulkane entstehen durch Gase, die aus ca. 3.000 m Tiefe durch ton- und wasserhaltige Schichten aufsteigen. An der Erdoberfläche trocknet der Schlamm und bildet Strukturen, die einem Vulkan ähneln. 
Da der Schlamm salz- und schwefelhaltig ist, entsteht eine vegetationsfeindliche Umgebung, in der sich aber einige seltene salzresistente Pflanzenarten angesiedelt haben.